# NGC 139
NGC 139 (ook wel PGC 1900 of ZWG 409.22) is een balkspiraalstelsel in het sterrenbeeld Vissen.
NGC 139 werd op 29 augustus 1864 ontdekt door de Duitse astronoom Albert Marth.